# Dzsalál Tálebi
Szejed Dzsalál Tálebi (perzsául: جلال طالبی; Teherán, 1942. március 23. –) iráni labdarúgó-középpályás, edző.